# Тодд (река)
Тодд (англ. Todd), или Лерра-Мбарнтва (на языке аранта) — иссыхающая река на юге Северной территории Австралии приток реки Хейл бассейна озера Эйр. Длина реки — 340 км. Площадь водосборного бассейна — 445 км². Высота истока — 731 м над уровнем моря. Высота устья — 226 м над уровнем моря.

## История
Английское название реки было дано геодезистом Уильямом Миллсом в честь леди Алисы Тодд (урождённой Алисы Гиллам Белл), жены Чарльза Тодда, ранее генерального почтмейстера Южной Австралии.
Коренные жители аранта называют реку Лерра-Мбарнтва. Русло реки содержит участки и деревья, священные для местных жителей аранта.

## Описание
Истоки реки Тодд находятся в гряде Мак-Доннелл, где она протекает почти через центр Алис-Спрингс, через Хевитри-Гэп на южном конце Алис-Спрингс. Затем протекает через западную часть пустыни Симпсона, впадает в реку Хейл, которая в конечном итоге впадает в озеро Эйр в Южной Австралии.
Тодд находится в очень засушливой части Австралии и имеет нулевой или очень низкий расход в течение 95 % года. Во время паводков Тодд несёт тяжёлые осадочные фракции, собранные с пастбищ вокруг усадьбы Бонд-Спрингс, что придаёт её воде молочно-шоколадный цвет и делает её воды совершенно непрозрачными.

## Тодд и Алис-Спрингс
Река Тодд играет важную роль для города Алис-Спрингс, центральный деловой район которого построен на краю реки. Большая часть муниципального района Алис-Спрингс расположена в пойме реки Тодд, образовавшейся в результате наводнений вверх по течению от барьера восток-запад, образованного хребтом Хэвитри, местным участком хребта Мак-Доннелл.
Тодд протекает на юг через проход в хребте Хэвитри-Гэп параллельно с главной автодорогой и железнодорожной линией, соединяющими Алис-Спрингс и Аделаиду. Сильные паводки Тодда могут ограничить автомобильный и железнодорожный доступ к городу, а эффект бутылочного горлышка может вызвать затопление во многих частях города. Проливные дожди в бассейне к северу от Алис-Спрингс приводят к тому, что паводок начинается в городе примерно через 6-8 часов. Река может измениться от своего обычного сухого русла к бурному течению в течение 15 минут. Интересно, что можно проследить за передним краем потока, когда он течёт по городу.